# Arthrochilus oreophilus
Arthrochilus oreophilus är en orkidéart som beskrevs av David Lloyd Jones. Arthrochilus oreophilus ingår i släktet Arthrochilus och familjen orkidéer.
Artens utbredningsområde är Queensland. Inga underarter finns listade i Catalogue of Life.